# Boleszkowice (powiat Myśliborski)
Boleszkowice is een plaats in het Poolse district  Myśliborski, woiwodschap West-Pommeren. De plaats maakt deel uit van de gemeente Boleszkowice en telt 1315 inwoners.

## Verkeer en vervoer
- Station Boleszkowice